# Paula Schröder
Pour les articles homonymes, voir Schröder.
Paula Schröder née le 23 janvier 2003, est une joueuse allemande de hockey sur gazon.

## Biographie
Paula est la sœur d'Anne Schröder, également internationale allemande.

## Carrière
Elle a été appelée en équipe première en 2022.